# Basira Paigham
Basira Paigham és una activista afganesa que lluita pels drets LGTBQ+ a l'Afganistan. Malgrat els reptes i dificultats, ha estat fent d'activista per la igualtat de gènere i les minories de gènere durant els últims vuit anys. Va ser nomenada com una de les 100 dones de la BBC el 2021.

## Biografia
Paigham prové de la provincia del nord d'Afganistan anomenada Samangan. S'identifica com a bisexual. Ha impartit tallers sobre consciència de gènere i sexualitat i, amb els seus companys, ha proporcionat assessorament i suport econòmic per al tractament mèdic de membres de la comunitat LGBTQ+ que havien estat víctimes d'abús. També van ajudar a garantir l'accés a la psicoteràpia per a persones LGBTQ+ considerades en risc de suïcidi.
L'organització irlandesa per a la qual treballava Paigham es va oferir a ajudar-la a fugir de l'Afganistan, però es va mostrar reticent a marxar de casa. Tot i això, va haver d'escapar a Irlanda uns mesos després del ressorgiment dels talibans. Tot i que l'Afganistan mai ha estat segur per a les persones LGBTQ+, Paigham va gaudir d'un cert nivell de comunitat abans que els talibans prenguessin el control de Kabul l'agost de 2021, moment en què aquest tipus de llibertat es va acabar. «Tot va canviar. Des d'aquell dia, tot es va convertir en una nit molt fosca», diu als mitjans. «Vaig pensar que això és la fi del món. No puc continuar després d'això, ens mataran a tots». Per protegir-se dels talibans, es va casar amb el seu millor amic. La parella es va amagar durant dos mesos en un hotel utilitzat per hostes internacionals. En aquells dies foscos, diu que la seva desesperança es va convertir en desesperació. Paigham i el seu marit finalment van obtenir un visat per al Pakistan i després van marxar cap a Irlanda. Però diu que encara se sent perduda, sobretot quan pensa en els seus objectius futurs, quelcom "arruïnat pels talibans". Per sobre de tot, però, Paigham desitja tornar a l'Afganistan, ja que indica que és la seva llar, malgrat les dificultats que està passant el país. També explica que tot i que va poder escapar, la situació és increïblement nefasta per als que queden allà.
Actualment a Irlanda i continua fent campanya pel reconeixement de la comunitat LGBTQ+ de l'Afganistan i els seus drets humans i llibertats.

## Situació LGTBQ+ i de les dones a Afganistan
Amb l'exemple de Basira Paigham, Lester Feder, membre sènior d'investigació d'emergències a OutRight Action International, va entrevistar 60 afganesos LGBTQ+ per a l'informe sobre l'augment de la violència contra la comunitat queer a l'Afganistan. Una entrevista va revelar "com de desesperada era la situació" quan Feder diu que va parlar amb un jove afganès que s'havia amagat en una fàbrica abandonada. L'oncle d'aquest jove s'havia unit als talibans, on «Tenia massa por de sortir de la fàbrica per menjar o diners», diu Feder. Segons aquest investigador, l'única cosa que ajudarà els afganesos LGBTQ+ és la intervenció internacional, a nivell diplomàtic i personal, on la gent pressiona els seus governs perquè facin més.
D'altra banda, Paigham va relatar a Twitter que els talibans havien anunciat en una mesquita de Taloqan que el 15 d'agost a la tarda apedregarien una dona. Assassinats, violacions i casaments forçosos són altres atrocitats que relaten les dones que fugen desesperades de les zones que van caient en mans dels talibans.

## Premis i reconeixements
El 2021, va ser inclosa a la llista de les 100 dones més influents del món segons la BBC: 100 Women.